# Offensive de Catalogne
Guerre d'Espagne
On désigne par offensive de Catalogne l'ensemble des opérations militaires menées en Catalogne entre le 23 décembre 1938 et le 10 février 1939, à la fin de la guerre d'Espagne. Elles se soldèrent par la victoire des troupes franquistes sur l'armée populaire espagnole, et la réduction du bastion républicain de Catalogne, resté loyaliste depuis le début de la guerre.

## Contexte
Afin d'en finir avec la Catalogne, le camp insurgé nationaliste avait décidé de couper la zone républicaine en deux, isolant les trois provinces catalanes de Tarragone, Barcelone et Gérone des provinces de Valence, Alicante, Murcie et de Castille-La Manche : elle y réussit dès avril 1938, après avoir brisé le front aragonais au sud et les bombardements de Barcelone en mars 1938. Mais elle ne parvint à franchir le Sègre, et y fut arrêtée malgré des combats acharnés le long de la rivière. La Catalogne cependant resta isolée, sans grande perspective de recevoir de l'aide et des renforts.
À la bataille du Sègre, entre avril 1938 et janvier 1939, et à bataille de l'Ebre, entre juillet et novembre 1938, les troupes franquistes avaient infligé de lourdes pertes à leurs ennemis. La Catalogne vit ses capacités militaires considérablement réduites par la perte d'hommes, de matériel de guerre et d'équipement. À cela s'ajouta le retrait des Brigades internationales, décidé par Juan Negrín, à partir d'octobre 1938. En novembre 1938, la Catalogne se retrouvait affaiblie et complètement encerclée.

## Combats

### Forces en présence

#### Les Forces nationalistes
Les nationalistes peuvent compter sur une armée forte de 340 000 hommes, d'environ 300 chars et d'une force aérienne de plus de 500 avions ainsi que d'une artillerie forte de 565 canons.
Ces forces sont appuyées par les avions italiens de la Aviazione Legionaria et allemands de la Légion Condor, opérant notamment à partir des bases aériennes de Majorque .

#### Les Forces républicaines
Les républicains peuvent quant à eux compter sur une armée de 220 000 hommes dont 140 000 organisé en brigades mixtes. Sur 250 canons de campagne dont la moitié seulement est utilisable, ainsi que sur 40 chars et 80 voitures blindées dont seulement une petite partie est en état de combattre, 46 pièces anti-aériennes, 80 chasseurs et 26 bombardiers mais souffrant de manque  de pièces détachées et de munitions.

### Début de l'attaque
Le 23 décembre 1938, les troupes nationalistes commencèrent leur attaque sur le Sègre, rompant le front républicain le même jour. Afin de les ralentir, le gouvernement républicain envoya pour les arrêter le Ve corps d'armée, sous le commandement du général Enrique Líster. Il résista aux assauts franquistes durant douze jours, jusqu'au 3 janvier 1939. Une attaque de chars obligea finalement les républicains à se retirer, et les jours suivants les troupes franquistes s'emparèrent de Borjas Blancas. La retraite se transforma alors en fuite.
Le commandement républicain en Catalogne, dirigé par le général Vicente Rojo, organisa la résistance avec plusieurs lignes de défense (appelées L-1, L-2, L-3, et L-4), mais elles étaient faiblement défendues. Les défenseurs furent soit encerclés soit dépassés par les forces nationalistes en quelques jours. Le général Juan Yagüe mena alors lui-même les opérations et entra, le 14 janvier, dans Tarragone, s'approchant de façon inquiétante de Barcelone. La capitale catalane était d'ailleurs la cible de bombardements de plus en plus fréquents et meurtriers.

### Chute de Barcelone etRetirada
À la nouvelle de la chute de Tarragone, la retraite se transforma en une fuite chaotique de réfugiés républicains quittant toute la région, luttant pour marcher jusqu'à la frontière française. La France décida d'ouvrir les passages frontaliers afin seulement de laisser entrer en Espagne le matériel de guerre qui était destiné à la République. Mais la plus grande partie des troupes républicaines était démoralisée par les défaites successives et le découragement que leur communiquait la foule énorme des réfugiés. De plus, elle était composée en grande partie de soldats jeunes et inexpérimentés (surnommés la "Quinta del biberón") ou bien trop âgés.
Le 24 janvier, les franquistes traversèrent le Llobregat dans les environs de Barcelone, poussant le gouvernement républicain qui fuit à Gérone. Quelques miliciens communistes tentèrent de défendre la ville en élevant des barricades, mais leurs efforts butèrent sur le découragement de la population civile et le flux incessant des réfugiés qui gênaient leurs efforts. Le 26, à midi, les nationalistes entrèrent dans le centre de la ville et occupèrent toute la ville sans rencontrer de résistance. 
Après la chute de Barcelone, les réfugiés poursuivirent à pied ou par tout moyen possible leur marche vers la frontière française, tandis que les troupes républicaines opposaient une faible résistance à l'avancée ennemie, s'unissant finalement au cortège des réfugiés. Le 25 janvier, le gouvernement français demanda à former une « zone neutre » en territoire espagnol où auraient pu s'installer les réfugiés sous contrôle international, et évitant d'avoir à ouvrir la frontière aux milliers de civils qui s'y pressaient. Mais Francisco Franco repoussa la proposition et la France dut se résoudre à ouvrir la frontière aux réfugiés dans la nuit du 27 janvier.

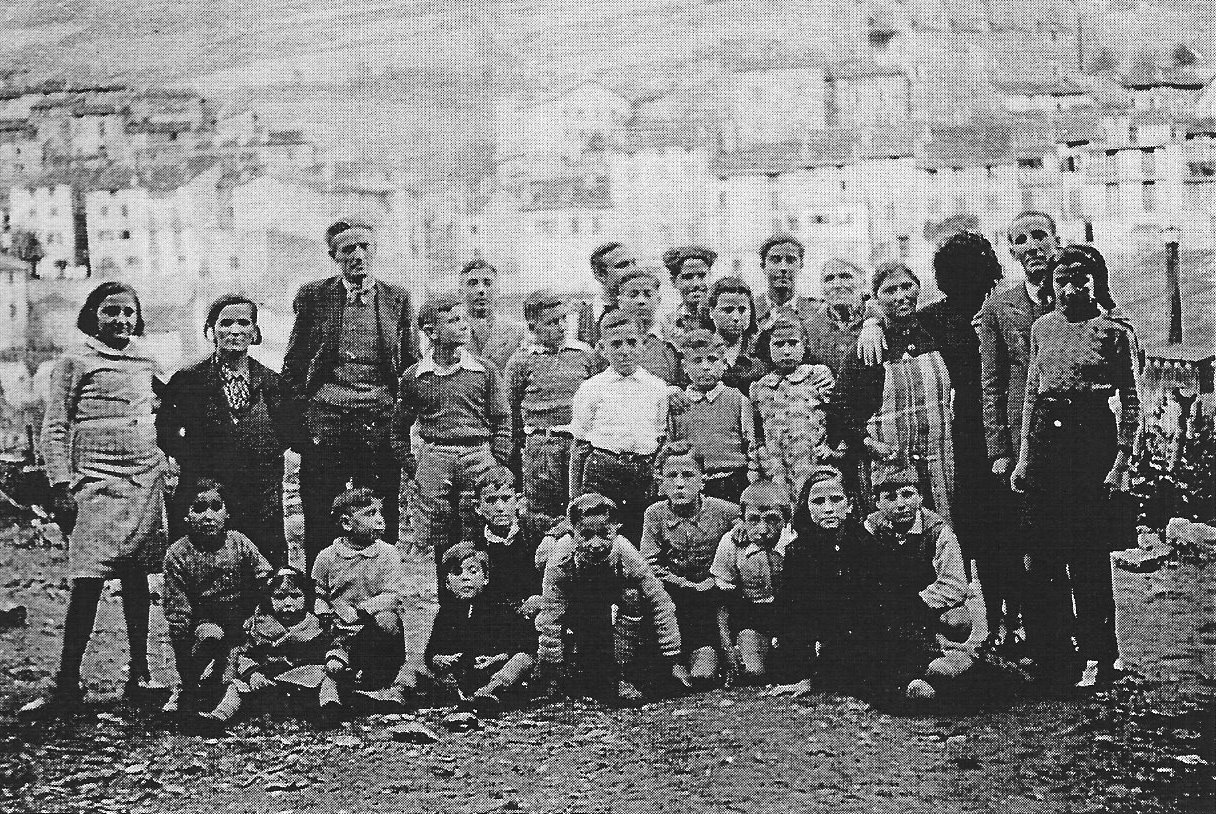
Refuge de Prats de Mollo pour enfants de la WRI, dirigé par José Brocca (3e à gauche).

Le 28, ce sont 15 000 personnes qui traversèrent, puis 140 000 en trois jours. À partir du 5 février, ce qui restait de l'armée républicaine fut autorisé à franchir la frontière, précédant de quelques heures l'arrière-garde, c'est-à-dire l'armée de l'Èbre et la division Durruti. Les soldats républicains durent remettre leurs armes à la gendarmerie française. Les réfugiés arrivaient en France après une longue marche, à travers les Pyrénées et dans le froid du mois de janvier. Les autorités françaises établirent rapidement des camps d'internement afin d'y regrouper les réfugiés : ainsi commençait pour eux un long exil. 
Pendant ce temps, l'avancée des nationalistes ne ralentissait pas, ne rencontrant aucune résistance. Le 5 février, les troupes du général Yagüe (dont les Italiens, les Marocains et les requetés navarrais) s'emparèrent de Gérone, forçant le gouvernement républicain à se replier sur Figueras, où le président Juan Negrín réunit une dernière fois son gouvernement. Le 8 février, Figueras tomba à son tour avec le gouvernement de la République. Le président de la République, Manuel Azaña, traversa à son tour la frontière. Accessoirement, le 9 février 1939 les nationalistes complètent la prise des Baléares avec celle de Minorque. Le 10 février, les troupes franquistes rejoignaient et s'établissaient sur tous les postes-frontières : la Catalogne était tombée.

## Conséquences

Carte de l'Espagne à la fin de la campagne de Catalogne.

L'offensive de Catalogne permit au camp nationaliste d'achever sa prise en main de l'Espagne : 
- en réduisant au silence ce qui était jusque-là un important lieu de résistance républicain ;
- en mettant la main sur les industries de la région et sur la deuxième ville d'Espagne ;
- en contrôlant l'ensemble de la frontière française, du Pays basque à la Catalogne.

La zone républicaine était ainsi amoindrie et ne comprenait plus que le sud-est de la péninsule. Le rapport de force était clairement en défaveur de la République, ce qui provoqua l'abattement de plusieurs dirigeants, désormais convaincus que la guerre était perdue. Ainsi, alors que le président du Gouvernement, Juan Negrín, retourna en zone républicaine dès le 10 février, le président de la République, Manuel Azaña, renonça à sa charge et refusa de rentrer en Espagne, comme plusieurs responsables politiques et militaires - le général Vicente Rojo, par exemple.
La victoire franquiste signifia en Catalogne même une sévère répression contre les républicains qui n'avaient pas pu ou voulu fuir. L'autonomie de la Généralité fut supprimée et l'usage du catalan interdit.
À l'étranger, la Grande-Bretagne suivie de la France reconnut, le 26 février, le gouvernement insurgé et rebelle de Franco comme seul légitime. La peseta républicaine s'effondra sur les marchés mondiaux. Le 2 mars, le maréchal Philippe Pétain est nommé ambassadeur de France en Espagne.